# Druj
Druj est, en langue avestique, un terme féminin signifiant mensonge, et est un concept opposé à l’asha (aša).
La druj est le contraire de la Justice ou de la Vérité, elle est la source de la discorde et du mal dans la Création. Tandis que l'asha est l'agent d'Ohrmazd, la druj est l'instrument d'Ahriman, le principe antagoniste. Ce conflit doit se terminer par la défaite de la druj.